# Pink Flag
Pink Flag – debiutancki album zespołu Wire, wydany w roku 1977. Zawiera utwór który uważany jest za pierwszy utwór instrumentalny punk rocka, "The Commercial". Chociaż album został bardzo dobrze przyjęty przez krytyków, nie odniósł nigdy wielkiego sukcesu w sprzedaży. Okładka płyty jest zdjęciem autorstwa Annette Green, przedstawia maszt z domalowaną różową flagą.
Album ten uzyskał najwyższą notę (10/10) od Pitchfork Media.
W 2003 album został sklasyfikowany na 410. miejscu listy 500 albumów wszech czasów magazynu Rolling Stone.

## Lista utworów
Wszystkie utwory zostały napisane przez skład: Bruce Gilbert, Graham Lewis, Colin Newman & Robert Gotobed, z wyjątkiem zaznaczeń.

### Side one
1. "Reuters" – 3:03
2. "Field Day for the Sundays" – 0:28
3. "Three Girl Rhumba" – 1:23
4. "Ex Lion Tamer" – 2:19
5. "Lowdown" – 2:26
6. "Start to Move" – 1:13
7. "Brazil" – 0:41
8. "It's So Obvious" – 0:53
9. "Surgeon's Girl" – 1:17
10. "Pink Flag" – 3:47

### Side two
1. "The Commercial" – 0:49
2. "Straight Line" – 0:44
3. "106 Beats That" – 1:12
4. "Mr. Suit" – 1:25
5. "Strange" – 3:58
6. "Fragile" – 1:18
7. "Mannequin" – 2:37
8. "Different to Me" (Annette Green) – 0:43
9. "Champs" – 1:46
10. "Feeling Called Love" – 1:22
11. "1 2 X U" – 1:55

### Bonusowe utwory w reedycji CD
1. "Dot Dash" – 2:25 [1994 reissue]
2. "Options R" – 1:36 [1989 reissue, 1994 reissue]

## Twórcy
- Colin Newman – wokal
- Bruce Gilbert – gitara
- Graham Lewis – bas
- Robert Gotobed – perkusja
- Kate Lukas – flet w utworze "Strange"
- Dave Oberlé – chórek w "Mannequin"
- Mike Thorne – producent